# Icteridae
Famille
Les Icteridae (ou ictéridés en français) sont une famille de passereaux du continent américain, réparti de 29 genres et 109 espèces. Leur allure rappelle parfois celle des sturnidés.

## Position systématique
Elle a temporairement été considérée comme la sous-famille des ictérinés (ou Icterinae) parmi les Fringillidés dans la classification de Sibley et Monroe.
L’American Ornithologists' Union,  l’European Ornithologists' Union et le Congrès ornithologique international lui ont redonné son ancien statut de famille.
À la suite de la publication de l'étude phylogénique de Powell et collaborateurs (2014), le Congrès ornithologique international (classification version 4.3, 2014) bouleverse la taxonomie de cette famille pour suivre ses conclusions. Les genres monotypiques Clypicterus et Ocyalus sont supprimés et les deux espèces placées dans le genre Cacicus ; et quatre genres monotypiques sont créés : Anumara, Cassiculus, Oreopsar et Ptiloxena.

### Liste des genres
D'après la classification de référence du Congrès ornithologique international (ordre alphabétique) :
- Agelaioides (2 espèces)
- Agelaius (5 espèces)
- Agelasticus (3 espèces)
- Amblycercus (1 espèce)
- Amblyramphus (1 espèce)
- Anumara (1 espèce)
- Cacicus (11 espèces)
- Cassiculus (1 espèce)
- Chrysomus (2 espèces)
- Curaeus (1 espèce)
- Dives (2 espèces)
- Dolichonyx (1 espèce)
- Euphagus (2 espèces)
- Gnorimopsar (1 espèce)
- Gymnomystax (1 espèce)
- Hypopyrrhus (1 espèce)
- Icterus (32 espèces)
- Lampropsar (1 espèce)
- Leistes (5 espèces)
- Macroagelaius (2 espèces)
- Molothrus (6 espèces)
- Nesopsar (1 espèce)
- Oreopsar (1 espèce)
- Psarocolius (9 espèces)
- Pseudoleistes (2 espèces)
- Ptiloxena (1 espèce)
- Quiscalus (7 espèces)
- Sturnella (3 espèces)
- Xanthocephalus (1 espèce)
- Xanthopsar (1 espèce)

### Liste des espèces
D'après la classification de référence (version 5.2, 2015) du Congrès ornithologique international (ordre phylogénique) :
Parmi celles-ci, une espèce est éteinte :
- †Quiscalus palustris – Quiscale de Mexico